# Ліппо Гертцка
Ліппо Гертцка (угор. Hertzka Lipót, ісп. Lippo Hertzka, 19 листопада 1904, Будапешт — 14 березня 1951, Монтемор-у-Нову) — угорський футболіст, що грав на позиції нападника. По завершенні ігрової кар'єри — тренер. Як тренер працював з рядом іспанських та португальських клубів, в тому числі з такими грандами як «Реал Мадрид» та «Бенфіка», здобувши з ними їх перші чемпіонські титули.

## Ігрова кар'єра
У дорослому футболі виступав за німецьку команду «Ессенер Турнебурд». Під час товариського матчу з клубом «Реал Сосьєдад» зацікавив представників іспанської команди, куди і перейшов, виступаючи за сан-себастьянців до закінчення ігрової кар'єри.

## Кар'єра тренера
Після закінчення кар'єри футболіста, Герцка очолив «Реал Сосьєдад», ставши першим угорцем, що тренував професіональну іспанську команду. Зв'язки Гертцки у футбольному світі Центральної Європи дозволили «Реал Сосьєдаду» влітку 1924 року здійснити поїзду по Австрії, Угорщині та Німеччині, ставши першим клубом, який здійснив такий вояж. Тур повторився і на наступний рік. Під керівництвом Ліппо «Реал Сосьєдад» провів 52 матчі, в яких здобув 35 перемог, 8 матчів завершив внічию і 9 програв.
1926 року став головним тренером «Атлетіка» і тренував клуб з Більбао два роки, після чого протягом 1927—1930 років очолював тренерський штаб «Севільї», з якою переміг у Сегунді в сезоні 1928/29, але вийти в Прімеру клуб не міг, через правила, що існували в той час, які не дозволяли напряму виходити у вищу іспанську лігу, а в перехідних матчах його команда програла сантандерському «Расінгу».
Після «Севільї» Гертцка вступив на тренерський місток столичного клубу «Реал Мадрид». Ліппо став з командою фіналістом Кубка Іспанії 1930 року, а потім допоміг «королівському клубу» в сезоні 1931/32 виграти першу в своїй історії Прімеру, до того ж з 18-ти матчів, зіграних в сезоні, «Реал» виграв 10, а 8 ігор звів внічию, жодного разу не програвши. Надалі жодна іспанська команда ніколи не повторила подібне досягнення. Незважаючи на цей успіх, було вирішено змістити Герцку з тренерського містка «Реала», який, як спочатку думалося, був тимчасовою заміною Сантьяго Бернабеу, але в підсумку новим тренером став англієць Роберт Ферт. Ймовірно, причиною звільнення стала відсутність авторитету угорського тренера у гравців «Реалу», а також виліт вже у першому раунді Кубка Іспанії від клубу другого дивізіону «Депортіво» (Ла-Корунья).
У сезоні 1932/33 Герцка перейшов в клуб «Еркулес» з третього іспанського дивізіону і в перший же сезон клуб з Аліканте зайняв перше місце в Терсері, але вийти в Сегунду не зміг. У наступному сезоні 14 січня 1934 року, після програшу клубу «Реал Хімнастіко» Герцка був звільнений. З його наступником клуб посів лише 4-е місце, але за обопільною угодою команд вийшов до Сегунди. Після цього протягом одного року, починаючи з 1934 року, Ліппо був головним тренером «Гранади», яка стала останнім іспанським клубом в тренерській кар'єрі угорця.
1935 року був запрошений керівництвом португальського клубу «Бенфіка» очолити його команду. З лісабонським клубом Гертцка тричі поспіль виграв чемпіонат Португалії, які стали історичними першими чемпіонствами для команди, але в червні 1939 року був звільнений, після того як команда стала лише третьою в чемпіонаті, а у фіналі Кубка Португалії програла «Академіці» (Коїмбра).
Надалі працював з низкою португальських команд, втім із жодної серйозних результатів не здобув і 1947 року повернувся в «Бенфіку», змінивши на посаді свого співвітчизника Яноша Бірі. У сезоні 1947/48 набрав з командою 41 очко, стільки ж, як і чемпіон «Спортінг», але через додаткові показники «Бенфіка» стала другою. Загалом з цією командою він провів 170 матчів, отримавши 109 перемог.
У жовтні 1948 року Гертцка змушений був через хворобу покинути професіональний футбол і надалі працював з аматорською командою «Монтемор-у-Нову», яку тренував аж до своєї смерті. Помер 14 березня 1951 року на 47-му році життя у місті Монтемор-у-Нову.

## Титули і досягнення

### Як тренера
- Чемпіон Іспанії (1):

ФК «Мадрид»: 1931–32
- Чемпіон Португалії (3):

«Бенфіка»: 1935–36, 1936–37, 1937–38